# 霍布古德 (北卡羅萊納州)
霍布古德（英語：Hobgood）是一個位於美國北卡羅萊納州哈利法克斯縣的城鎮。

## 人口
根據2020年美國人口普查的數據，霍布古德的面積為2.68平方千米，皆為陸地。當地共有人口268人，而人口密度為每平方千米100人。